# Spotlight (Fernsehserie)/Episodenliste
Dies ist die Episodenliste zur deutschen Fernsehserie Spotlight. Die Sendung umfasst derzeit 296 Folgen in sechs Staffeln.

## Übersicht
| Staffel | Anzahl der Episoden | Staffelpremiere    | Staffelfinale     |
| ------- | ------------------- | ------------------ | ----------------- |
| 1       | 31                  | 26. September 2016 | 4. November 2016  |
| 2       | 31                  | 23. September 2017 | 22. Oktober 2017  |
| 3       | 93                  | 3. September 2018  | 16. Dezember 2018 |
| 4       | 93                  | 15. September 2019 | 15. Dezember 2019 |
| 5       | 35                  | 4. Oktober 2020    | 13. Dezember 2020 |
| 6       | 13                  | 8. Dezember 2022   | 9. Januar 2023    |

## Staffel 1
Der Dreh der ersten Staffel startete am 25. Juli 2016 und endete am 19. August 2016. Drehort ist das Marie-Curie-Gymnasium in Dallgow-Döberitz. Die erste Folge wurde ausgestrahlt am 26. September 2016.
| Folge | Name                                     | Beschreibung |
| ----- | ---------------------------------------- | --- |
| 1     | Die Neue                                 | Toni hat ihren ersten Schultag an der Berlin School of Arts. Sie ist nervös, dass sie keine Freunde findet. Doch schnell lernt sie Ruby, Azra, Mo und Jannik kennen und verliebt sich in Jannik.                                                         |
| 2     | Autsch - hingeknallt!                    | Wegen Mo verletzt sich Jannik im Schauspielunterricht und muss ins Krankenhaus. Mo merkt, dass alle an seiner Verlässlichkeit zweifeln und nimmt sich Lisa und Lena zur Hilfe, die gerade einen Workshop machen.                                         |
| 3     | Oh nein! Verknallt in den gleichen Typen | Toni findet heraus, dass Ruby auch in Jannik verliebt ist und denkt, dass sie nicht gut genug für ihn ist. Also versucht sie, Jannik zu vergessen, doch das ist nicht so einfach.                                                                        |
| 4     | Versteckte Kamera                        | Mo findet raus, dass am Ende des Quartals die Hälfte der Schüler gehen muss und hat eine Idee zur Rettung der Schule. Dazu filmt er Toni heimlich. |
| 5     | Das Vorsingen                            | Wincent Weiss veranstaltet ein Vorsingen an der Schule und Ruby ist sich sicher zu gewinnen. Doch Jannik drängt sie, mehr zu üben. Sie übt die ganze Nacht, bis ihre Stimme weg ist.                                                                     |
| 6     | Pranked                                  | Mo will weiterhin die Schule retten und dreht einen Prank, sodass die Schule viral geht. Azra versucht währenddessen den Prank umzudrehen und Mo zu pranken.                                                                                             |
| 7     | Die Liebesszene                          | Toni, Ruby und Jannik sollen eine Liebesszene für den Unterricht schreiben und spielen. Ruby übernimmt die Szene, doch diese wurde durch ein Missgeschick unleserlich.                                                                                   |
| 8     | Die Challenge                            | Thomas, der Schauspiellehrer hat eine Challenge für Mo: Er muss einen Tag lang einen Depri-Künstler spielen und darf nicht aus der Rolle fallen. Dies hatte er auch gut drauf, bis ein Mädchen kam, in das Mo sich verliebt.                             |
| 9     | Eingeschlossen                           | Toni schließt Ruby und Jannik zusammen ein, damit die beiden zusammenkommen und sie Jannik aus dem Kopf bekommt, was nicht ganz nach Plan läuft. |
| 10    | Die Rap-Stunde                           | Mo beschwert sich über den langweiligen Deutschunterricht von Frau Brink und soll die nächste Stunde unterrichten, was ihm gut gelingt. Doch dann fordert der Direktor Mo und Frau Brink heraus.                                                         |
| 11    | Der Hochzeits-Flashmob                   | Azras Stiefvater, der Direktor will Azras Mutter einen Heiratsantrag machen. Azra ist dagegen, hilft ihrem Stiefvater jedoch. |
| 12    | Love Song                                | Toni denkt, dass sie ein Date mit Jannik hat, um ihm bei einem Song zu helfen. Doch dann hilft ihm jemand anderes. |
| 13    | Das Tortendesaster                       | Toni und Ruby behaupten, dass sie gut backen können, um mit Jannik in einem Team bei einer Übungsmoderation einer Backshow zu sein. Doch dann stellt sich heraus, dass ein Label-Chef ihre Torte essen soll. Zum Glück bekommen sie Hilfe von Gus.       |
| 14    | Schüler gegen Lehrer                     | Frau Thao fordert Mo und Jannik zu einem Wettstreit heraus, weil sie behaupteten, dass Männer besser als Frauen in Sport sind. Zusammen mit Frau Brink tritt sie an.                                                                                     |
| 15    | Die Liebeserklärung                      | Mo verliebt sich in Anna, traut sich aber nicht, ihr seine Liebe zu gestehen. Azra und Ruby helfen ihm, indem er ein Liebeslied singt, was ohne sein Wissen live über einen Monitor an Anna übertragen wird.                                             |
| 16    | Der Kuuuß                                | Mo muss für den Schauspielunterricht einen Filmkuss vorbereiten, und das mit Anna, mit der er heimlich zusammen ist. Doch Mo will eigentlich Schluss machen und sucht sich dafür den ungünstigsten Augenblick aus.                                       |
| 17    | Die Klassenarbeit                        | Der Labelchef hat sich gegen einen Deal mit der Schule entschieden. Die Schüler haben wieder Angst, dass die Hälfte von ihnen am Ende des Quartals gehen muss. Ausgerechnet jetzt steht eine Klassenarbeit an und Mo hat dafür nichts gelernt.           |
| 18    | Das Umstyling                            | Toni und Ruby bekommen von ihrer Schauspiellehrerin die Aufgabe, sich gegenseitig umzustylen: Dabei sollen sie rausarbeiten, wer der andere wirklich ist und genau darüber geraten Toni und Ruby in Streit.                                              |
| 19    | Vlog!                                    | Mos YouTube-Idol Fitti Hollywood gibt einen Kurs an der Schule. Doch plötzlich hat Mo Angst, sich mit seinem Vlog vor seinem Idol zu blamieren. Anstatt sein eigenes Ding zu machen, kopiert Mo ihn in seinen Videos.                                    |
| 20    | Das Kleid Fiasko                         | Ein Monologwettbewerb steht an und Azra plant alles genau. Sie glaubt, den Monolog nur mit einem bestimmten Kleid aus der Schulrequisite machen zu können. Mo „leiht“ das Kleid heimlich. Das Chaos beginnt. Beide haben einen unvergesslichen Auftritt. |
| 21    | Der Angst Deal                           | Azra sieht im Schauspielunterricht eine Spinne und fällt in Panik. Mo lässt sich mit Azra auf einen Deal ein: Wenn Azra ihre Spinnenangst überwindet, überwindet er seine Angst.                                                                         |
| 22    | Der Song Contest                         | Azra hat sich in Samuel verliebt. Gut, dass gerade jetzt ein großer Song Contest ansteht, bei dem Raúl Richter in der Jury sitzt. Azra will mit einem eigenen Song Samuel beeindrucken. Nur blöd, dass Azra eine Schreibblockade hat.                    |
| 23    | Der Verkupplungsversuch                  | Frau Thao hat Liebeskummer und kann deshalb die Kids nicht richtig auf die große Show zur Rettung der Schule vorbereiten. Da hilft nur eins: Frau Thao braucht einen neuen Freund und zwar schnell!                                                      |
| 24    | Rubys Fake Cousine                       | Ruby verkleidet sich als ihre angebliche Cousine Eva, um herauszufinden, was ihre Freunde wirklich über sie denken. Erschrocken erkennt sie, dass Jannik auf ihre unscheinbare Cousine steht.                                                            |
| 25    | Voll peinlich!                           | Toni reißt beim Tanzcasting die Hose auf der Bühne und sie stürzt. Es ist ihr so peinlich, dass sie sogar überlegt, die Schule zu verlassen. Das will Mo auf jeden Fall verhindern und bekommt Hilfe von Detlef D. Soost.                                |
| 26    | Nobody is perfect                        | Azra ist in Samuel verliebt und endlich bekommt sie einen Kuss. Leider wird sie dabei von ihrem Stiefvater, dem Direx, erwischt und der entwickelt sich zu einer richtigen Plage.                                                                        |
| 27    | Das Doppeldate                           | Jannik und Mo erkennen, dass sie beide ein Date mit dem gleichen Mädchen haben. Ein Wettkampf beginnt, in dem sie sich gegenseitig ausstechen wollen. Das geht gründlich nach hinten los.                                                                |
| 28    | Die Geburtstagsüberraschung              | Toni, Mo und Jannik erfahren, dass Anna ihren Geburtstag immer ganz alleine verbringt und ihre Familie nie Zeit hat, zu feiern. Sie beschließen, Anna mit einer Aktion zu ihrem Geburtstag zu überraschen.                                               |
| 29    | Das Geständnis                           | Ruby behauptet Namika zu kennen. Als sie sie in den Unterricht einladen soll, droht ihre Lüge aufzufliegen. Toni hilft Ruby. Und beschließt, dass es Zeit für die eigene Wahrheit ist: Sie gesteht Ruby, ebenfalls in Jannik verliebt zu sein.           |
| 30    | Das Missverständnis                      | Mo erwischt Samuel beim Küssen mit Anna. Er erzählt es Azra, die sofort Schluss mit Samuel macht. Doch dann stellt sich raus, dass alles ganz anders war als gedacht!                                                                                    |
| 31    | Die Show                                 | Die Kids bereiten ihre Show für den Labelchef vor, der mit einer Investition die Schule retten soll. Als er nicht kommen kann, droht das Aus. Besonders schlecht für Toni, die soll Jannik nämlich im großen Showfinale küssen. Und zwar richtig.        |

## Staffel 2
Der Dreh der zweiten Staffel startete am 24. Juli 2017 und endete am 18. August 2017. Er fand in der Filmuniversität Konrad Wolf in Babelsberg statt. Die erste Folge der Staffel wurde am 23. September 2017 ausgestrahlt.
| Folge | Name                                   | Beschreibung |
| ----- | -------------------------------------- | --- |
| 32    | Der erste Schultag                     | Das neue Schuljahr startet in einer neuen Schule. Seit dem Kuss bei der Abschlussshow hat Toni Jannik nicht mehr gesehen. Mit Herzklopfen blickt Toni dem Wiedersehen mit ihm entgegen. Währenddessen versuchen Mo und Azra heimlich eine neue Base zu finden.         |
| 33    | Die kleine Schwester                   | Rubys kleine Schwester Lotte und der schüchterne Luke sind neu an der Berlin School of Arts. Ruby ist genervt, dass sie sich als Lotse um ihre kleine Schwester kümmern soll, noch dazu weil an diesem Tag Die Lochis zu Besuch sind.                                  |
| 34    | Der Tag ohne Handy                     | Als Mo wieder mal im Unterricht mit seinem Handy spielt, wird er vom Direx erwischt, der ihm vorwirft, völlig abhängig von seinem Handy zu sein. Mo wettet mit dem Direx, dass er den ganzen Tag ohne Handy auskommt, doch ist das so einfach für ihn?                 |
| 35    | Hilfe – mein erstes Date               | Toni hat ihr erstes Date mit Jannik. Ruby gibt Toni ein paar Tipps, doch Mo hat andere Ratschläge für Jannik. Als sich Toni und Jannik an die Dateregeln ihrer Freunde halten, geht das Date komplett nach hinten los.                                                 |
| 36    | Das Gerücht                            | Mo verbreitet unwissend ein Gerücht über Azra, später ermittelt er, wer es verbreitet hat und kommt auf sich selbst zurück. |
| 37    | Der Unfall                             | Toni und Jannik sollen für den Tanzunterricht eine Choreo erarbeiten. Toni freut sich, doch nachdem Ruby Lotte davon abgehalten hat, zu den beiden in die Gruppe zu kommen, stürzt Toni und kommt später mit einer erschütternden Nachricht: sie hat einen Bänderriss! |
| 38    | Mister Cool                            | Mo will ein „How to be cool“-Tutorial drehen und überredet Luke, mitzumachen. Mo trimmt Luke auf cool, doch seine Ratschläge gehen völlig nach hinten los. |
| 39    | Tonis Neustart                         | Nachdem Tonis Tanztraum geplatzt ist, hat sie auf nichts Lust. Sie will nicht mal ihren Geburtstag feiern und überlegt sogar, die Schule zu verlassen. Aber durch Joel von „Lions Sphere“ und die Hilfe ihrer Freunde entdeckt Toni ein neues Talent für sich.         |
| 40    | Wer zuletzt lacht                      | Azra ist genervt, als sie mal wieder Opfer eines Prankvideos von Mo wird. Da Mo keine Einsicht zeigt, beschließt Azra, mit der Hilfe ihrer Freunde zurückzuschlagen und Mo mit einer groß angelegten Aktion selbst zu pranken.                                         |
| 41    | Die Intrige                            | Toni freut sich, als Jannik sie trotz ihrer Beinschiene bittet, ihm bei einer Choreo zu helfen. Doch Victoria, die Jannik für sich haben will, redet Toni ein, dass Jannik nur aus Mitleid gefragt hat.                                                                |
| 42    | Ungefiltert                            | Lotte will ein unbearbeitetes Selfie von sich hochladen und wird von der entsetzten Ruby gestoppt. Azra fragt genervt, warum man immer nur perfekt bearbeitete Fotos von sich hochlädt und plant eine Aktion.                                                          |
| 43    | Das Vortanzen                          | Ruby und Toni wollen nicht, dass Victoria den Tanzpart bei der Abschlussshow bekommt. Deshalb trainieren sie Lotte – doch die ist nicht einverstanden über Rubys Trainingsmethoden. Kann Toni sie doch noch motivieren?                                                |
| 44    | Der geklaute Song                      | Die Kids sollen für den Gesangsunterricht einen Song schreiben. Luke und Toni quälen sich sehr mit dem Text herum nur Ruby ist völlig entspannt. Sie singt einfach einen Song von Luke.                                                                                |
| 45    | Das Rachevideo                         | Mo stellt ein peinliches Video von Azra online, die dann auch ein Video von ihm hochlädt, was genauso peinlich ist. Doch sie hat nicht mit Mo’s Reaktion gerechnet. |
| 46    | Herzschmerz                            | Toni sieht Jannik glücklich mit Lotte tanzen und deutet die Situation falsch. Jannik geht es umgekehrt genauso mit Toni und Luke. Haben die beiden noch eine Chance ein Paar zu werden?                                                                                |
| 47    | Direx from Hell (1)                    | Der Schulinspektor Hartmann prüft, ob an der „Berlin School of Arts“ alles seine Ordnung hat, doch die Inspektion läuft total schief und der alte Direx wird abgesetzt. Der Schulinspektor übernimmt die Schulleitung und kündigt an, für Zucht und Ordnung zu sorgen. |
| 48    | Der Schwesternkrieg                    | Ruby und Lottes Schwesternstreit eskaliert immer mehr, daran ändern auch Direktor Hartmanns Strafen nichts. Erst als Victoria sie verpetzt, verbünden sich die Schwestern gegen die gemeinsame Feindin.                                                                |
| 49    | Direx from Hell (2)                    | Direktor Hartmann aka „der Direx from Hell“ macht den Kids das Leben zur Hölle. Als Mo's Versuch, Beweise für die Schreckensherrschaft zu filmen, fehlschlägt, ist klar: Die Kids brauchen einen Plan, um den Direktor loszuwerden!                                    |
| 50    | Der Direx from Hell (3)                | Mo will den „Direx from Hell“ loswerden, dafür spannt er Schüler und Lehrer ein. Wird der strenge Herr Hartmann Mo auf die Schliche kommen oder erobern die Schüler ihre Schule zurück?                                                                                |
| 51    | Von Feindinnen und Freundinnen         | Azra wünscht sich von Toni und Ruby, dass sie einen Song für die Hochzeit ihres Vaters schreiben. Die beiden legen auch sofort los, doch die Freundinnen zerstreiten sich total.                                                                                       |
| 52    | Die Hochzeit                           | Die Hochzeit des Direktors mit Azras Mutter platzt, weil das Standesamt wegen eines Wasserschadens schließen musste. Doch Azra und ihre Freunde sind entschlossen, die Hochzeit zu retten!                                                                             |
| 53    | Ruby baut sich ihren Traumtypen        | Ruby soll Luke umstylen. Sie macht einen ganz neuen, coolen Luke aus ihm und merkt, dass sie ihn so richtig süß findet. Jannik dagegen ändert nichts an Toni, was zu seinem Plan gehört.                                                                               |
| 54    | Der Spickzettel                        | Rubys Spickzettel wird entdeckt und die gesamte Klasse wird bestraft. Als Ruby es wieder gut machen will, wird sie Dank der YouTuberin „Domino Kati“, die an diesem Tag zu Besuch ist, mit einer Erkenntnis belohnt.                                                   |
| 55    | Der Liebesbrief                        | Toni schreibt einen Liebesbrief an Jannik und verliert ihn. Als ausgerechnet Victoria ihn findet und herausfinden will, wer die Schreiberin ist, hilft nur eine Notlüge von Ruby. Doch die bringt Toni in noch mehr Schwierigkeiten.                                   |
| 56    | Schüler gegen Lehrer (2)               | Frau Brink glaubt, dass Mo durch sein Handy ständig abgelenkt ist und riesige Wissenslücken hat. Mo ist natürlich anderer Meinung. Die beiden schaukeln sich hoch und treten schließlich zum zweiten Lehrer-gegen-Schüler-Wettbewerb mit Samuel und dem Direx an.      |
| 57    | Oh nein! Sie hat mein Tagebuch gelesen | Lotte liest heimlich in Rubys Tagebuch. Dort steht, dass Ruby von Luke geträumt hat. Daraufhin erpresst Lotte ihre Schwester und droht, Rubys Geheimnis zu verraten. Doch Lotte hat die Rechnung ohne Toni und Azra gemacht.                                           |
| 58    | Die doppelte Eifersuchtsattacke        | Als Luke und Toni einen Song zusammen performen, scheint es auf der Bühne zwischen ihnen richtig zu funken. Jannik und Ruby sind fassungslos und denken, dass da etwas zwischen den beiden läuft.                                                                      |
| 59    | Der Mathesong                          | Ruby muss für ihren Notendurchschnitt eine gute Mathearbeit schreiben, sonst darf sie nicht am großen Abschlussevent teilnehmen. Azras Hilfsversuche scheitern, erst Luke hat eine Idee, wie Ruby sich die Formeln merken kann.                                        |
| 60    | Das Missverständnis                    | Jannik hat das Gefühl, dass er Toni an Luke verliert. Als Mo auch noch behauptet, dass Toni nichts mehr für ihn empfindet, ist Jannik deprimiert. Mo versucht ihn aufzubauen und organisiert ein Date mit Victoria.                                                    |
| 61    | Nicht ohne meine Schwester             | Lotte hat Angst, sich beim Abschlussevent zu blamieren und will nicht auftreten. Als Lotte ihrer Schwester ihre Nervosität gesteht, findet Ruby einen Weg, Lotte die Angst zu nehmen.                                                                                  |
| 62    | Die große Prüfungsshow                 | Es geht um alles, das große Abschlussevent steht bevor! Doch Jannik steht völlig neben sich, weil er Toni nicht aus dem Kopf kriegt. Er nimmt sich vor, Toni noch vor der Show endlich seine Gefühle zu gestehen.                                                      |

## Staffel 3
Für 2018 wurde eine dritte Staffel angekündigt, die 93 Folgen enthält. Der Dreh startete am 16. Juli 2018 und endete am 24. August 2018. Die Erstausstrahlung der ersten Folge fand am 3. September 2018 auf Nick statt.
| Folge | Name                                 | Beschreibung |
| ----- | ------------------------------------ | --- |
| 63    | Das beste Schuljahr ever             | Toni ist glücklich: Sie ist mit Jannik zusammen! Jetzt will sie endlich wieder tanzen. Doch ohne Attest vom Arzt darf sie nicht am Tanzunterricht teilnehmen. Währenddessen ist Azra deprimiert, weil Mo nicht mehr an der Schule ist. Doch ihr Kampfgeist erwacht, denn der neue Hausmeister verbietet den Freunden den Zugang zur Base.   |
| 64    | Vertrau dem Hasen                    | Azra trifft auf Tim und erfährt, dass er ein Kumpel von Mo ist. Tim will sofort loslegen: Er hat eine Challenge mit Mo am Laufen – und diese Challenge fordert ihn und Azra alles ab. |
| 65    | Der Sprung                           | Der Arzt bestätigt, dass Toni wieder tanzen darf. Ihr Sehnenriss ist verheilt. Doch als sie in der Choreo mit Jannik einen Sprung machen soll, schafft sie es nicht – ihr Kopf blockiert. |
| 66    | Das Herz der Finsternis              | Als Tim vom neuen Mathelehrer Herr Meyer gedemütigt wird, ernennt er sich zum Rächer aller ungerecht behandelten Schüler und will mit einem Rache-Prank zurückschlagen. |
| 67    | Das Geschenk                         | Ruby schenkt Toni ein Glitzer-Shirt. Toni findet es schrecklich und traut sich nicht, es Ruby zu sagen. Stattdessen lügt sie sie an. Doch das gefährdet ihre Freundschaft. |
| 68    | Die Wahrheits-Challenge              | Tim wird von der Schauspiellehrerin gechallengt, ob er es schafft, einen Tag nur die Wahrheit zu sagen. Kein Problem glaubt Tim – doch der Tag wird der totale Alptraum. |
| 69    | Toni überwindet ihr Trauma           | Toni und Jannik bekommen im Tanzunterricht eine Ermahnung von Samet. Er macht klar, dass sie ihr Trauma mit dem Sprung überwinden muss, wenn sie Tänzerin werden will. Gibt Toni aus Angst ihren großen Traum vom Tanzen auf? |
| 70    | Hit auf Knopfdruck                   | Ruby will, dass Luke einen Song für sie schreibt, mit dem sie berühmt wird. Doch ihr ständiges Einmischen nervt Luke, und das Paar streitet sich. |
| 71    | Die Fitness-Challenge                | Die „Royal Assenov Dance Company“ kommt nach Berlin, und Jannik und Toni können vortanzen. Währenddessen macht Tim eine Fitness-Challenge und sagt, dass Mädchen nicht so fit sind wie Jungs. Dann bildet Jannik sich auf einmal ein, dass Toni nicht fit genug ist und plötzlich heißt es: Jungs gegen Mädchen.                            |
| 72    | Ruby will ihre Freundin zurück       | Ruby erfindet eine Lüge, damit Toni und sie endlich wieder was zusammen machen und Toni nicht immer mit Jannik abhängt. Doch sie fliegt auf. |
| 73    | Wasser Marsch!                       | Azra erfährt von einem tollen Schauspielworkshop in New York und überlegt, was ihr wichtiger ist. Tims lustige Wasserschlacht bringt sie jedoch dazu, ihre Bewerbung nicht abzuschicken. Doch Lotte tut, was sie für richtig hält. |
| 74    | Prüfung für London                   | Toni und Jannik tanzen bei der „Royal Assenov Dance Company“ vor. Toni ist sehr nervös, meistert den Tanz aber mit Bravour. Es ist Jannik, der schließlich zittern muss, aber mit einer großen Überraschung belohnt wird. |
| 75    | Happy Birthday, Ruby!                | Ruby hat Geburtstag und erwartet ein tolles Geschenk. Doch ihre Freunde wollen sie pranken und behaupten, kein Geschenk für sie zu haben. Doch Ruby findet das Versteck. Allerdings sie hat nicht mit Azras „Alarmsystem“ gerechnet. |
| 76    | Für immer und ewig!                  | Es ist Janniks letzter Tag an der Schule. Angestachelt durch ihre Freunde scheint es, als würden Toni und Jannik sich trennen. |
| 77    | Beste Freunde                        | Azra erhält zu ihrer Überraschung die Bewerbungsunterlagen zu einem Schauspielworkshop, aber außer Lotte will sie erstmal niemandem erzählen, dass sie sich doch bewirbt. Damit stößt sie auch Tim ganz schön vor den Kopf. |
| 78    | Mein Song, dein Song                 | Als Luke die Aufgabe bekommen, einen Hit-Song zu schreiben, ist Ruby entschlossen, ihm zu helfen, massentauglicher zu werden. Während Ruby und Lotte streiten, was am besten zu Luke passt, würde er am liebsten sein eigenes Ding machen.                                                                                                  |
| 79    | Der Kombiprank                       | Als Tim vom Hausmeister eine Strafe bekommt, beschließt er, sich mit einem Kombi-Prank zu rächen. Doch der Prank trifft nicht nur den Hausmeister, sondern auch Ruby, und die ist stocksauer. |
| 80    | Der Neue                             | Als Nachrücker für Jannik kommt Leon an die Schule. Doch Toni kann nicht mit ihm tanzen, weil sie so an Jannik hängt. Sie muss lernen, professionell zu sein. Schafft sie es, Jannik zu vergessen und mit Leon zu tanzen? |
| 81    | Hitzefrei?!                          | Es ist megaheiß. Nur reicht es nicht für Hitzefrei. Tims Masterplan ist, mit einem manipulierten Thermometer für Hitzefrei zu sorgen. Dabei hat er einen schweren Gegner: den Hausmeister. |
| 82    | Ruby macht das schon                 | Ruby stellt gegen Lukes Willen einen Song von ihm online. Luke ist total enttäuscht und sauer. Es kommt zum großen Streit – und Ruby muss sich etwas ausdenken, um sich wieder mit Luke zu versöhnen. |
| 83    | Ein unschlagbares Angebot            | Tim bekommt das Angebot, bei einem Netzwerk zu unterschreiben: Das Netzwerk bietet ihm eine Menge Gadgets und Reichweitenerhöhung – Tim ist begeistert, doch Azra ist überzeugt, dass es ein Fehler ist, den Vertrag zu unterschreiben. |
| 84    | Gemobbt                              | Ein Foto von Toni und Leon ist online, es sieht so aus, als würden sie sich umarmen, dabei war das beim Tanzen! Toni ist geschockt, es gibt fiese Kommentare – und wie soll sie das Jannik erklären? Gott sei Dank kann sie auf ihre Freunde zählen, sie finden den Täter, der ein überraschendes Geständnis macht.                         |
| 85    | E-Casting mit Hindernissen           | Tim will Azra beim Bewerbungsvideo für die 2. Runde des Schauspielworkshops helfen. Er nervt Azra tierisch mit seinen Regieeinfällen – doch mit einem Trick gelingt es, ihn zum perfekten Regisseur zu machen. |
| 86    | Der Fanbrief                         | Lukes Song geht durch die Decke und Ruby ist eifersüchtig. Deshalb will Luke einen Auftritt für Ruby organisieren, aber das geht schief: Ruby ist sauer und macht alles nur noch schlimmer. Können sie sich dieses Mal wieder vertragen? |
| 87    | Schüler gegen Lehrer (3)             | Bei Schüler gegen Lehrer geht es um alles. Bei einem Sieg der Schüler gibt es einen Monat hausaufgabenfrei. Aber bei einer Niederlage droht der Besuch einer fünfstündigen Lesung von Günther Meyer-Mühlenbach, dem Lieblingsdichter des Direx. Tim und Samuel geben alles.                                                                 |
| 88    | Fremdküssen                          | Mark Forster sucht für einen Auftritt zwei Backgroundtänzer. Weil Leon den Job unbedingt ergattern will, überanstrengt er sich und kriegt plötzlich nichts mehr hin. Toni versucht ihn mit einem Picknick abzulenken. Doch dann geht alles schief, er küsst sie!                                                                            |
| 89    | Wahrheit oder Lüge                   | Nach dem Kuss von Leon ist Toni entsetzt. Dass ausgerechnet Jannik sie an diesem Tag an der Schule überrascht, macht die Sache noch komplizierter. Sie will es ihm sagen, bringt es aber nicht übers Herz. |
| 90    | Azra ist angenommen                  | Die Beziehung von Azras Mutter mit dem Direx scheint in einer tiefen Krise zu stecken. Unter diesen Umständen möchte Azra nicht zum Workshop nach New York. Tim und Lotte wollen ihr helfen und die Beziehung retten, doch dann kommt eine große Überraschung.                                                                              |
| 91    | Mach Dich zum Kasper, Tim            | Für das Netzwerk macht Tim ein Video, in dem er dem Hausmeister einen Streich spielt. Leider will man dort aber lieber ein weiteres Meditationsvideo mit dem Direx sehen. Doch der Hausmeister schwört Rache und sabotiert den Dreh. |
| 92    | Diva Alarm                           | Ruby darf vor Bars and Melody vorsingen und erwartet bedingungslose Unterstützung von Luke. Doch der hat bereits Gus seine Hilfe zugesichert. Was jetzt? Schafft Luke es, beiden Aufgaben gerecht zu werden? |
| 93    | Goodbye Azra!                        | Tim will eine Abschiedsaktion für Azra machen, doch alles geht schief. Er und Azra sind auf einmal im Musikraum eingeschlossen, und Azra droht den Flug nach New York zu verpassen. |
| 94    | Die Neue                             | Toni sieht jemanden beim Tanzen und ist begeistert. Sie stellt sich vor und sagt, dass sie Greta heißt und für Gus arbeitet, der sie gut kennt. Toni versucht sie zu überreden, auf die Schule zu gehen. |
| 95    | Der Preis des Ruhms                  | Tim erfindet eine Ausrede, um den Matheunterricht zu schwänzen. Doch dann kommen ihm seine Fans in die Quere und der Lehrer kommt ihm auf die Schliche. |
| 96    | Mein Tanzbereich, dein Tanzbereich   | Nach dem Kuss von Leon hält Toni Abstand, um ihm keine falschen Hoffnungen zu machen. Das führt beim Tanzen zu Schwierigkeiten. Lotte versucht den Streit zwischen den beiden zu schlichten. |
| 97    | Die Aufnahmeprüfung                  | Am Tag der Aufnahmeprüfung kracht Greta erneut mit dem gleichen Typen zusammen. Kein guter Start in die Prüfung, bei der sie patzt. Doch sie hat Glück und kommt eine Runde weiter: Und muss hier ausgerechnet mit dem Jungen namens Rocco tanzen.                                                                                          |
| 98    | Wie Feuer und Wasser                 | Rocco und Greta sind wie Feuer und Wasser was das Tanzen betrifft. Für die Aufnahmeprüfung müssen sie aber zusammen tanzen. Anfänglich klappt es, doch dann flammt der Streit wieder auf. |
| 99    | Das Prank-Desaster                   | Tim ist traurig darüber, dass sein „Prank-Buddy“ Azra nicht da ist und ernennt Ruby zu ihrer Vertretung. Doch schon bei ihrem ersten gemeinsamen Prank geht alles schief. Dann hilft ihnen aber ein neuer Schüler namens Milan. |
| 100   | Einer für alle, alle für Ruby        | Ruby hat ein Angebot, an einer Tournee von Bars and Melody mitzumachen, die leider parallel zu ihren Abschlussprüfungen stattfindet. Der Direx erlaubt es nicht und Ruby will die Schule schmeißen. Können ihre Freunde die Situation retten?                                                                                               |
| 101   | Freiheit                             | Tim kann den Anforderungen des Netzwerks nicht gerecht werden, doch er will unbedingt seine neue Super-Kamera bekommen. Lotte und Ruby wollen ihm helfen. |
| 102   | Die heilige Hand                     | Milan will unbedingt den Besuch seines Lieblings-Gamers mitbekommen. Dafür hat er sich überlegt, dessen Handabdruck auf dem schuleigenen „Walk of Fame“ zu verewigen. Durch ein Missgeschick muss der Gamer aber von den Freunden befreit werden.                                                                                           |
| 103   | Der Leak                             | Ruby bereitet sich auf ihre Tour als Backgroundsängerin vor. Dafür hat sie vom Management einen USB-Stick mit Choreos und unveröffentlichten Songs bekommen. Doch Victoria klaut den Stick und erpresst Ruby. |
| 104   | Oh Gott, es spukt                    | Tim hat es geschafft, eine Gruselparty an der Schule steigen zu lassen und macht sich einen Spaß draus, alle zu erschrecken. Doch dann entdeckt er eine unheimliche Kuttengestalt und hat plötzlich selbst Angst. |
| 105   | Die Prüfung                          | Azra hat eine Schauspielprüfung vor sich. Tim hat zu ihrer Unterstützung einen „Anti-Lampenfieber-Drink“ gemischt. Doch die Nebenwirkungen des Drinks setzen Azra außer Gefecht. |
| 106   | Letzter Schultag                     | Tim plant einen coolen Lehrer-Prank. Doch der Prank wird geprankt – von den Lehrern, die unerwartet zurückschlagen, bis am Ende doch noch alle happy sind – inklusive Überraschungs-Gaststars. |
| 107   | Das große Vortanzen                  | Tonis großes Vortanzen steht an! Doch ausgerechnet jetzt hat sie einen schrecklichen Verdacht: Hat Jannik etwa ein anderes Mädchen kennengelernt? Toni steht total neben sich, und das große Vortanzen scheint zur Katastrophe zu werden.                                                                                                   |
| 108   | Die Übernachtungsparty               | Tim und Azra klauen den Generalschlüssel des Hausmeisters und gehen nachts in die Schule. Für die große „Übernachtungsparty“ hat Tim alles vorbereitet, bis jemand anderes kommt. |
| 109   | Die Abschiedsparty                   | Es ist der letzte Schultag für Toni, Azra und Samuel. Erinnerungen kommen auf. Toni geht nach London zu Jannik, Samuel besucht eine andere Schule in Stockholm und Azra bleibt zunächst in Berlin. |
| 110   | Erster Schultag                      | Gleich am ersten Schultag streiten sich Greta und Rocco darüber, was wichtiger beim Tanzen ist: Disziplin oder Improvisation. Milans „Applausometer“ könnte den Streit schlichten, doch am Ende ist es Lotte, die beide zum Umdenken bringt.                                                                                                |
| 111   | Kopfrechnen leicht gemacht           | Milan will cool wirken und ist absichtlich schlecht in Mathe. Doch die Neue, Emily durchschaut das und bestärkt ihn, so zu bleiben, wie er ist. Dafür macht Milan sie mit einem Trick kurzerhand zum Kopfrechen-Ass und steht bei den anderen Schülern hoch im Kurs.                                                                        |
| 112   | Finger weg von meinem Lieblingssong! | Greta und Rocco streiten darüber, wie sie den gemeinsamen Song für den Unterricht singen sollen. Das inspiriert Tim zu einem lustigen Video. Die beiden finden das allerdings gar nicht lustig und sind sich ausnahmsweise einig: Das Video muss weg!                                                                                       |
| 113   | Follow me around                     | Emily dreht in der Mathestunde ein „Follow me around“-Video, woraufhin Herr Meyer ihr Handy konfisziert und ihr ein Handyverbot erteilt. |
| 114   | Nicht mit meiner Schwester!          | Ruby denkt, Lotte und Luke sind zusammen. Als die beiden das herausfinden, wollen sie Ruby einen Denkzettel verpassen und pranken sie. Allerdings halten sie das Schauspiel nicht lange durch. |
| 115   | Unprankable                          | Tim sagt, dass er „unprankable“ ist, doch Emily hält dagegen und wettet, dass es ihr gelingt, auch ihn zu pranken. Doch tatsächlich scheinen alle Versuche fehlzuschlagen. |
| 116   | Der Verdacht                         | Greta wird von Larissa verdächtigt, ihr Handy geklaut zu haben, und als auch noch Rocco glaubt, dass sie eine Diebin ist, will sie auf keinen Fall mehr mit ihm tanzen. Doch dann erfährt sie, dass alles anders war. |
| 117   | Mein Stil, dein Stil                 | Lotte und Ruby sollen für Gaststar Chany Dakota jeweils ein Video drehen, doch es klappt nicht allein. |
| 118   | Milan Mastermind                     | Nachdem Greta wegen des angeblichen Diebstahls von Larissas Handy online gedisst wird, beschließt Milan, das Rätsel zu lösen. |
| 119   | Tanzen, ja oder nein?                | Lotte kommen Zweifel, als Samet sie in der Tanzstunde kritisiert: Ist Tanzen wirklich ihr Ding, oder brennt sie für etwas Anderes? Luke hilft ihr, ein geeignetes Ding für sie zu finden. |
| 120   | Angriff der Monsterspinne            | Der Mathelehrer lässt Emily unfairerweise nachsitzen. Doch Milan und Greta schlagen zurück. |
| 121   | 97% Verliebt                         | Greta ist in Rocco verliebt – glaubt Milan. Greta streitet es ab. Doch mit Hilfe eines Testverfahrens will Milan ihre Verliebtheit beweisen – doch der Beweis bleibt aus. |
| 122   | Der Texthänger                       | Milan soll mit Emily eine Szene einstudieren, doch ihre beiden Textlernmethoden sind so unterschiedlich, dass sie sich zerstreiten. Fargo versucht, ihnen zu helfen. |
| 123   | Rubys Abschied                       | Ruby bekommt Panik vor ihrer letzten Prüfung. Als ihre Freunde sie mit einem Prank von ihrer Aufregung ablenken wollen, geht das völlig schief. |
| 124   | Der Hit                              | Tim und Milan müssen ein Liebeslied für den Gesangsunterricht schreiben und performen - entweder sie bekommen es hin oder es wird eine Totalblamage. |
| 125   | Date oder nicht Date                 | Greta will Rocco nach einem Date fragen. Aber wie fragt man einen Jungen, ohne dass es total krampfig wird? Emily und Lotte coachen sie, jede auf ihre Weise. Doch ob das so gut ist? |
| 126   | Der fliegende Spion                  | Milan erkennt, dass er wegen Larissa den falschen Stoff für die Deutsch-Arbeit gelernt hat. Verzweifelt versucht er, in letzter Minute das richtige Kapitel zu pauken. Währenddessen entwickelt Emily einen Racheplan. |
| 127   | Au, Herzschmerz                      | Als Rocco Greta unter vier Augen sprechen will, ist sie sicher, dass er sie nach einem Date fragen wird. Greta schwebt im siebten Himmel. Doch dann kommt alles anders. |
| 128   | Schüler gegen Lehrer (4)             | Erneut steht Schüler gegen Lehrer an – und diesmal gibt es neben Geschicklichkeits- und Wissensprüfungen auch eine Ekelprüfung. Tim ist wild entschlossen, den Siegerpokal zurückzuerobern – aber auch der Direx ist zu allem bereit. |
| 129   | Whoa, die Schule ist überschwemmt    | Die Schule soll wegen Wasserschäden und Schimmelgefahr geschlossen werden – doch Milan ist überzeugt, dass an der Geschichte etwas nicht stimmt. |
| 130   | Die Killersauce                      | Rocco und Milan batteln um eine VIP-Karte für das Mega-Spiel von Alba Berlin – und Emily ist Schiedsrichterin. Als alle Challenges immer nur auf ein Unentschieden hinauslaufen und keiner der Jungs aufgeben will, hat Emily die entscheidende Idee.                                                                                       |
| 131   | Keine Chance für Liebeskummer        | Als Greta mitbekommt, dass Rocco ein Date mit Alina hat, hat sie schrecklichen Liebeskummer. Lotte und Emily planen etwas. |
| 132   | Hilfe, ich kann nicht tanzen!        | Luke hat Tanzprüfung und dies ausgerechnet vor einem Star im Tanzbereich. Weder Rocco, noch Lotte haben die richtige Choreo für Luke. Erst der Tipp von Nikeata Thompson bringt Lotte auf die Idee, wie der „perfekte“ Tanz für ihn aussehen kann.                                                                                          |
| 133   | Der neue Look!                       | Emily will Greta aus ihrem Liebeskummer holen und verpasst ihr ein „Makeover“. Rocco ist geflasht über Gretas neuen Look. So umgestylt traut Greta sich, Rocco nach einem Date zu fragen. |
| 134   | Direx Lotte                          | Lotte behauptet, dass es deutlich anstrengender ist, Schüler zu sein als Direktor. Daraufhin bietet der Direx an, mit ihr die Rolle zu tauschen. Doch der Tausch scheint für beide schwerer zu sein als gedacht. |
| 135   | Rache ist süß                        | Um bessere Chancen auf die Rolle einer Fee in einem großen Werbespot zu haben, streicht jemand heimlich Greta von der Castingliste. Doch die bereitet einen Prank für sie vor. |
| 136   | Der Notenhack                        | Milan hackt sich ins Schulsystem, um einmalig Emilys Mathenote zu verbessern. Als Rocco und Lotte das erfahren, wollen auch sie davon profitieren. Dadurch wird Milan erwischt und soll von der Schule fliegen. |
| 137   | Roccos Geheimnis                     | Greta und Lotte ärgern sich über Roccos und Milans permanentes Zuspätkommen. Als die Mädchen dann auch noch Rocco im Matheunterricht entschuldigen sollen, beschließen sie, der Sache auf den Grund zu gehen. Was sie dabei herausfinden überrascht alle.                                                                                   |
| 138   | Der Coversong                        | Fabian Wegerer gibt den Schülern die Aufgabe, seinen Hit zu covern. Emily ist begeistert und umso irritierter, als ihr das Cover nicht gelingt. Erst durch Gus erkennt sie, was das Problem ist. |
| 139   | Wo ist Roccos Kuscheltier?           | Rocco hat seinen plüschigen Glücksbringer „Herr Fischer“ verloren. Milan will ihm helfen und verbreitet einen Steckbrief, der Rocco zum Gespött der ganzen Schule macht. |
| 140   | Ups, Nachricht an den Falschen       | Greta sendet eine verhängnisvolle Nachricht an Rocco. Sie glaubt nun, er weiß, dass sie in ihn verliebt ist – und setzt mit Lotte alles in Bewegung, so dass Rocco schließlich glauben muss, dass Greta mit ihm nichts zu tun haben will.                                                                                                   |
| 141   | Whaa! Klassenarbeit!                 | Emily hat nicht für die Mathearbeit gelernt. Ihr Plan, die Mathearbeit zu verhindern, misslingt. Gemeinsam mit Milan und Lotte entwickelt sie einen zweiten Plan. |
| 142   | Milans Video                         | Emily, Greta und Rocco finden heraus, dass Milan heimlich Videos von ihnen macht. Als sie bemerken, dass er sie in Schülertypen einteilt, wollen sie es ihm zurückzahlen. |
| 143   | Das perfekte unperfekte Date         | Greta lässt sich nach einigem Zögern auf ein Date mit dem neuen Gastschüler Finn ein. Doch Herr Meyer macht ihr einen unerwarteten Strich durch die Rechnung. |
| 144   | Mimimi                               | Emily ist geflasht, als Freshtorge in den Unterricht kommt und sie die Aufgabe bekommen, ein lustiges Video zu drehen. Da Emily ihn auf jeden Fall beeindrucken will, fragt sie sich bei jeder Videoidee, wie Freshtorge sie wohl findet. So erstellt sie ein Video, in der sie seinen Stil nachmacht und nun redet jeder negativ über sie. |
| 145   | Das Promodesaster                    | Emily promoted als Influencerin Nagellack und erntet dafür Kritik von Tim. |
| 146   | Toni zu Besuch                       | Emily schmeißt eine gemeinsame Performance mit Greta hin, weil sie eifersüchtig auf Toni ist. Diese ist gerade zu Besuch und Greta redet nur noch mit Toni. |
| 147   | Ich bin verknallt!                   | Rocco ist tierisch genervt, dass Gastschüler Finn so viel Applaus für seinen Song bekommt, also schreibt er selbst einen. Doch Milan vermutet, dass es eigentlich um etwas Anderes geht. |
| 148   | Wauzi                                | Emily will bei einem Contest ein Prank-Video einreichen und braucht Milans Hilfe. Der versaut alles, weil er Larissa hilft, diese ist deprimiert, da ihr Hund gestorben ist. Als Emily rauskriegt, dass das gelogen ist, rächen sich die beiden.                                                                                            |
| 149   | Goodbye Finn                         | Als Gastschüler Finn die Schule wieder verlässt, ist Emily überzeugt, dass er Greta zum Abschied küssen wird. Greta ist überfordert: Das wäre ihr erster Kuss. Sie weiß gar nicht, wie das geht. |
| 150   | Creative Camp, wir kommen!           | Die Kids wollen an einem „Sommer-Creative-Camp“ auf Mallorca teilnehmen. Doch leider hat die Schule kein Geld dafür. Die Kids beschließen, ein cooles Musical aufzuführen, um damit das Geld einzuspielen. Jetzt müssen sie nur noch den Direx überzeugen.                                                                                  |
| 151   | Die Regie Göttin                     | Als Emily sich selber zur Regisseurin für das Tanz-Musical ernennt, stürzt sie die Proben ins Chaos. Die anderen treten in Streik und wählen Milan zu ihrem Regisseur. |
| 152   | Der schlechteste Song der Welt       | Alle setzen Luke unter Druck, der die Songs für das Musical schreibt. Die Songs sollen absolute Spitzenklasse werden, da sind sich alle einig – und sicher, dass Luke was Grandioses abliefert. Doch durch die ganzen Erwartungen gerät Luke in eine Krise, Lotte will ihm helfen.                                                          |
| 153   | Die Simulantin                       | Emily lässt ihre Freunde wegen eines Instagram-Posts hängen. Sie kommt zu spät zur Musical-Probe, und erfindet die Ausrede, krank zu sein. Als die anderen sich liebevoll um sie kümmern, quält Emily das schlechte Gewissen. |
| 154   | Hilfe, das Musical platzt            | Die Aufführung des Musicals steht unmittelbar bevor! Und ausgerechnet jetzt kracht es zwischen Greta und Rocco so richtig. Die beiden weigern sich, miteinander zu tanzen und das Musical droht auszufallen. |
| 155   | Das Musical                          | Milan ist panisch: Die Gäste für das Musical sind da – und er hat keine Ahnung, ob Greta und Rocco zusammen tanzen werden! Milan versucht Zeit zu schinden – doch das geht nicht ewig. Sogar Toni, Ruby, Azra und Samuel kommen. |

## Staffel 4
Im Sommer 2019 wurde erneut eine Staffel mit 93 Episoden gedreht, die von September bis Dezember 2019 auf Nick läuft. Die Dreharbeiten fanden wie in den zwei Staffeln zuvor an der Filmuniversität Babelsberg statt, die Aufnahmen für das Creative Camp am Berliner Wannsee.
| Folge | Name                                 | Beschreibung |
| ----- | ------------------------------------ | --- |
| 156   | Yeah! Es geht wieder los!            | Mads, Sam, Zoe, Richard und Andere kommen neu an die Schule. Greta versucht herauszufinden, was mit Rocco los ist. Die Base wird vom Hausmeister entdeckt und muss gerettet werden.                                                                              |
| 157   | Das Missverständnis                  | Der Hausmeister geht wieder gegen die Base vor und Greta hört ein Gespräch von Rocco mit, dass für sie alles auf einen Schlag ändert. |
| 158   | Mitten ins Herz                      | Mads und Lotte setzen alles auf eine Karte, um die Base zu retten. Und Rocco fasst sich endlich ein Herz, er will Greta sagen, was er für sie empfindet. |
| 159   | Die Challenge                        | Der Direx sucht Freiwillige für seinen Gedichtzirkel. Als der Direx verspricht, dass jeder Teilnehmer keine Hausaufgaben machen muss, meldet sich Mads – ohne zu ahnen, was für einen Fehler er damit macht.                                                     |
| 160   | Konkurrenten                         | Greta und Rocco kriegen ihre Choreographie nicht auf die Reihe. Als sie sich weigert, mit ihm zu üben, tanzt er mit Larissa. Dann bewerben sich Greta und Rocco beide für ein Tanzstipendium und sind Konkurrenten.                                              |
| 161   | Mach' dich zum Eis                   | Mads muss beim Vorsingen vor Max Giesinger rappen und ist nervös, ob er als Rapper dort nicht durchfällt. Lotte versucht ihn aufzubauen, doch Larissa spinnt wie immer ihre Intrigen. Denn der Verlierer beim Vorsingen muss als Eis durch die Schule spazieren. |
| 162   | Der Ghostpranker (1)                 | Eine Serie von Pranks mischt die Schule auf. Alle glauben, dass Tim dahintersteckt. Dieser will den eigentlichen Täter finden. Als die Schüler kollektiv bestraft werden, richtet sich ihr Ärger gegen ihn.                                                      |
| 163   | Der Ghostpranker (2)                 | An der Schule werden wieder Pranks gemacht, dieses mal war es aber nicht Tim. Doch niemand will ihm glauben. Er braucht einen Beweis. Emily will währenddessen die Schikanen des Mathelehrers Meyer gegen die Klasse stoppen.                                    |
| 164   | Greta braucht Hilfe                  | Greta übt für ihr Stipendium und steht extra früh auf, um an ihrer Choreographie zu arbeiten. Dadurch verpeilt sie aber ihren Schülerjob bei Gus und schläft im Unterricht ein.                                                                                  |
| 165   | Der Prankbattle                      | Als der Direx wieder einmal von Tim gepranked wird, plant er einen Gegenschlag. Zu seiner Unterstützung holt er Mo zurück an die Schule. |
| 166   | Ziemlich beste Freunde               | Mads verzweifelt daran, einen Emo-Song für Stefanie Heinzmann zu schreiben und macht versehentlich das Keyboard kaputt. |
| 167   | Tonis Geburtstag                     | Jannik kommt an die Schule, um seine Abschlussprüfung im Tanzen zu machen. Toni, Azra und Ruby helfen ihm dabei, dabei scheinen alle Tonis Geburtstag vergessen zu haben.                                                                                        |
| 168   | Hilfe, holt mich hier raus!          | Greta will das Stipendium bekommen. Doch auch Larissa tanzt vor und greift zu unfairen Mitteln. |
| 169   | Hilfe, lasst mich hier rein!         | Greta wurde eingesperrt und Emily befreit sie. Trotzdem kommt sie zu spät zum Vortanzen. Doch Rocco hat etwas vor, um sie tanzen zu lassen. |
| 170   | Rettet das Creative Camp             | Weil das Camp auf Mallorca von Termiten zerfressen wurde, muss der Direx es absagen. Nicht nur für die Schüler ist das schwer erträglich, sondern auch für Ruby. Mit ihren alten Freunden setzt sie alles daran, eine Alternative zu finden.                     |
| 171   | Lala-Tag                             | Weil Emily in Mathe eine 6 geschrieben hat, verbietet Herr Meyer ihr, ins Creative Camp zu fahren. Und das am Lala-Tag, an dem die ganze Schule fröhlich singen soll.                                                                                            |
| 172   | Yeah! Creative Camp!                 | Die Schüler und Lehrer sind im Creative Camp angekommen. Auch Toni, Jannik, Ruby und Azra sind mitbekommen, um Kurse für die Anderen zu geben. Doch auch Finn kommt aus Hamburg zurück.                                                                          |
| 173   | Der Liebeshorror                     | Emily ist auf der Suche nach News für ihre Schülerzeitung Insider und spioniert Mads und Lotte hinterher. Die beiden sind genervt und nutzen Emilys Neugierde, um sie hereinzulegen.                                                                             |
| 174   | Eingerostet?!                        | Als Toni, Jannik, Ruby und Azra nicht beim Fußball mit verbundenen Augen mitspielen wollen, werfen die Schüler ihnen vor, dass sie so eingerostet wie Lehrer wären. Sie wollen ihnen das Gegenteil beweisen.                                                     |
| 175   | Schüler gegen Lehrer (5)             | Bei Schüler gegen Lehrer muss das Verliererteam dieses mal draußen schlafen. Der Direx ist überzeugt, dass die Schüler keine Chance haben, doch diese versuchen alles, um den Sieg der Lehrer zu verhindern!                                                     |
| 176   | Das Lagerfeuer Date                  | Emily sorgt dafür, dass Rocco und Greta eine Verabredung am Lagerfeuer haben und hofft, dass die beiden damit endlich zusammenkommen. |
| 177   | Vertanzt                             | Gretas und Roccos Lagerfeuer-Date steht an, doch durch sein Tanztraining vergisst Rocco es. Greta gab das Warten nach einiger Zeit auf und setzte sich zu Finn.                                                                                                  |
| 178   | Heartbeat im Wasser                  | Frau Nguyen und Toni erwarten die Songs der Schüler. Während Rocco und Lotte keine haben, tragen Greta und Finn vor. |
| 179   | Ausgerechnet Romeo!?!                | Mads ist nach dem Camp völlig durcheinander. Dort hat er sich mega gut mit Lotte verstanden, aber zurück in der Schule fühlt sich alles anders an. Er will sich von Lotte fernhalten, doch sie merkt es.                                                         |
| 180   | Das Mathenachhilfe-Date              | Greta ärgert sich über Rocco. Deswegen organisiert Emily ein Date mit ihr und Finn. |
| 181   | Hummel fett, Mücke laktoseintolerant | Tim wird erneut geprankt und will den Ghostpranker finden. Sein Verdacht geht auf Mo, er lädt ihn in die Schule ein, um ihn zu pranken. |
| 182   | Das BFFNMNBFF-Syndrom                | Mads ist in Lotte verliebt. Der Direx bringt seine Freunde auf die Idee, Lottes Herz mit einer genialen Fußballtaktik zu gewinnen, doch das misslingt ihnen. |
| 183   | Ein Pranker namens Direx?            | Tim geht dem neuesten Hinweis auf den Ghost-Pranker nach: Es muss der Direktor sein. Nach einer Prank-Battle zwischen ihm und Direktor Frey stellt es sich heraus.                                                                                               |
| 184   | Mission Liebeshilfe                  | Herr Meyer ist völlig durch den Wind. Die Schüler finden heraus, dass er in Frau Nguyen verliebt ist. Als sie helfen wollen, geht das schief und er wird sauer.                                                                                                  |
| 185   | Rocco muss gehen                     | Greta weiß nicht, dass Rocco die Schule verlassen muss. Als Rocco zum Abschied noch einmal mit ihr tanzt, ist es fast magisch. Zu spät erkennt Greta, dass dies offenbar ein Abschied für immer war.                                                             |
| 186   | Die Neue                             | Nele kommt neu an die Schule und muss im Tanzunterricht direkt etwas vortanzen. Nach einem kleinen Missgeschick macht sich vor allem Larissa lustig über sie. Greta und Milan wollen sie wieder aufbauen.                                                        |
| 187   | Mitgehangen, mitgefangen             | Heimlich schleicht sich Rocco nach Schulschluss in die Schule, um weiter Tanzen zu proben. Auf der Flucht vor dem Hausmeister trifft er auf Finn und hilft ihm, einen Song zu schreiben. Die beiden Kontrahenten freunden sich miteinander an.                   |
| 188   | Geheimnisvoller Lover                | Als auch Sam mitbekommt, dass Mads auf Lotte steht, will er ihm helfen. Er erfindet einen geheimnisvollen Lover, der ihr Geschenke macht. |
| 189   | Wer liebt Lotte?                     | Emily versucht herauszufinden, wer Lottes heimlicher Verehrer ist. Leider zieht sie die falschen Schlüsse und so glaubt Lotte nun, dass es sich dabei um Richard handelt. Begeistert spricht Lotte ihn an und Mads ist abermals gescheitert.                     |
| 190   | Ghostpranker geoutet!                | Tim verzweifelt fast, als es ihm immer noch nicht gelingt, den Ghostpranker zu enttarnen. Doch seine Freunde greifen ihm unter die Arme. |
| 191   | Teamarbeit                           | Nele und Larissa sollen im Team an einer Choreo arbeiten, aber Larissa bricht einfach ab. Vor Samet behauptet sie, dass es Nele war, die abgehauen ist. |
| 192   | Don't lie to me                      | Ruby will einen Beitrag zum Vorprogramm von Selina Mour mit den Schülern gestalten. Aber es kommt heraus, dass sie das gesamte Programm auf die Beine stellen muss, weil sie das Geld verprasst hat.                                                             |
| 193   | Rocco, komm zurück!                  | Die Schüler stellen eine Performance auf die Beine, doch es fehlen noch Tänzer. Greta hat die Idee, Rocco zurückzuholen. |
| 194   | Das Konzert                          | Rocco hofft, seine Eltern mit seinem Solopart zu überzeugen, auf der BSA zu bleiben. Als seine Eltern aber nicht zum Konzert kommen wollen, beginnt ein Wettlauf gegen die Zeit.                                                                                 |
| 195   | Gerettet?                            | Nachdem seine Eltern es erlaubten, weiter an der Schule zu sein, droht Rocco ein anderes Problem. |
| 196   | Best friends forever?                | Mads kann es nicht fassen, dass Lotte jetzt lieber mit Richard rumhängt als mit ihm. Schließlich macht sie ein Date mit Richard aus. |
| 197   | Der Mathemeyer-Tanz                  | Die Kids leiden im Matheunterricht unter Herr Meyers Liebeskummerlaunen und beschließen, ihn mit Thao zu verkuppeln. Dafür wollen sie ihm Tanzen beibringen. |
| 198   | Unter Druck                          | Nele ist in Panik, weil ein großes Vortanzen ansteht und sie glaubt, dass sie nicht gut genug dafür ist. Sie versucht sich zu drücken, doch das gelingt nicht.                                                                                                   |
| 199   | Falsche Hoffnungen                   | Rocco freut sich über seine Rückkehr an die BSA, er möchte Greta sagen, was er wirklich für sie empfindet. Doch dann grätscht ihm schon wieder Finn dazwischen.                                                                                                  |
| 200   | Mumien in Love                       | Ein Filmregisseur kommt in den Schauspielunterricht und stellt den Schülern eine Aufgabe. Tim will sein großes Idol beeindrucken. |
| 201   | Die Lüge                             | Als Samet ein Vortanzen ankündigt, verunsichert Larissa Nele mit einem fiesen Spruch. Aus Angst, sich vor den anderen wieder zu blamieren, schwänzt Nele den Unterricht.                                                                                         |
| 202   | Voll auf den Leim gegangen           | Nele übt heimlich tanzen und wird dabei fast von Milan erwischt. Der wiederum verdächtigt Sam, einen Prank zu planen und stellt ihm eine Falle, in die aber Nele tappt.                                                                                          |
| 203   | Die Zombie-Attacke                   | An Halloween werden die Lehrer zu Zombies und entführen Sam. |
| 204   | Knopf im Ohr                         | Mads glaubt, dass er keine Chancen mehr bei Lotte hat. Deshalb hilft er Richard und der kommt dadurch richtig gut bei ihr an. |
| 205   | Nicht mit der! Nicht mit dem!        | Das Vortanzen für die „A-Zertifikation“ steht an, trotzdem streiten sich Rocco und Greta. Erst eine Ansage von Milan macht beiden klar, dass sie damit der Schule und auch Samet schaden.                                                                        |
| 206   | Das GMM-Desaster (1)                 | Als der Direktor eine Lesung seines Lieblingsdichters Günter Meyer-Mühlenbach ankündigt, tun sich die entsetzten Schüler und Lehrer heimlich zusammen, um diese zu verhindern.                                                                                   |
| 207   | Das GMM-Desaster (2)                 | Die Schüler und Lehrer wollen die Lesung von Günter Meyer-Mühlenbach verhindern. Doch es läuft alles aus dem Ruder. |
| 208   | Ja. Nein. Vielleicht.                | Als Milan mitbekommt, dass Mads Richard hilft, bei Lotte zu punkten, greift er ein. Gemeinsam entwickeln sie einen Plan, damit sich Richard vor Lotte blamiert.                                                                                                  |
| 209   | Ausgetanzt!                          | Als Nele weiter heimlich im Tanzraum trainiert, geht ihr der Tanzspiegel zu Bruch. |
| 210   | Der Kuppel Fail                      | Greta findet das Liebes-Video, was Emily von ihr und Finn hochgeladen hat, gar nicht gut, es entspricht nicht der Wahrheit. Doch Emily hat bereits was anderes vor.                                                                                              |
| 211   | Challenge accepted                   | Milan will Mads von seinem Liebeskummer ablenken und fordert ihn zu einer „Freundschafts-Challenge“ heraus. |
| 212   | Das Geheimnis                        | Lotte bekommt mit, dass Nele sie anlügt und versucht herauszufinden, warum sie ihr nicht die Wahrheit sagt. |
| 213   | Pranked!                             | Sam und Emily pranken Freshtorge, als dieser wieder an die Schule kommt. Doch er schlägt zurück. |
| 214   | Das Tanzbild                         | Greta versucht, sich mit Finn zu versöhnen und rettet ihn dazu aus den Schulaufgaben. |
| 215   | Abschied vom Direx                   | Der Direx wird wegen seines Wissens über seinen Lieblingsdichter an eine andere Schule als „Leuchtturmlehrer“ abberufen. Die Schüler wollen das verhindern. |
| 216   | Save the Direx                       | Die Schüler wollen Direktor Frey zurückholen. Doch das ist nicht so einfach. |
| 217   | Haare gut, alles gut                 | Aufgrund einer deutlichen Verbesserung der Schüler im Matheunterricht, überraschen die Lehrer sie mit einer erneuten Fahrt ins Creative Camp. Mads versucht zu verhindern, dass Richard mitkommt, weil Lotte nur noch an ihn denkt.                              |
| 218   | How to survive wilderness            | Greta wird mit Rocco eingeteilt, um Grillfest vorzubereiten. Diese verlaufen sich dann im Wald, wo auch Emily für ihren Blog ums „Überleben“ kämpft. |
| 219   | Rocco oder Finn?                     | Greta und Rocco sind sich nach der gemeinsamen Nacht im Wald nahe. Selbst Finn sieht, wie Greta Rocco verliebt anguckt. Umso verletzter ist Rocco als er hört, was Greta vorher über ihn gesagt hat.                                                             |
| 220   | Die Mutprobe                         | Milan will Nele wieder zum Tanzen bringen und fordert sie zu einer Challenge heraus, um ihre Angst zu überwinden. Dafür muss sich auch Milan seiner großen Angst stellen.                                                                                        |
| 221   | Die Hexe vom Finsterwald             | Als der Direx die Gruselgeschichte der „Hexe vom Finsterwald“ erzählt, ist Tim besorgt. Immer wieder scheinen Kinder genau aus seiner Hütte verschwunden zu sein. Er und Sam beschließen, die Hexe selbst zu finden – und verschwinden dabei selbst.             |
| 222   | Klong, Klong, Klong!                 | Lotte, Emily und Nele schauen sich die letzten Aufnahmen von Tim an und sind geschockt. Er und Sam haben eine unheimliche Begegnung mit der „Hexe vom Finsterwald“.                                                                                              |
| 223   | Die Date Crasher                     | Lotte plant, Richard zu küssen. Um das für Mads zu verhindern, sorgen Milan und Sam dafür, dass er nach Knoblauch riecht, seine Haare verfetten und er sich permanent jucken muss.                                                                               |
| 224   | Letzter Tag – letzte Chance          | Da Samet plötzlich nach Berlin zurück muss, ist die Bahn für Nele frei. Endlich kann sie ihre Angst überwinden und am großen Vortanzen teilnehmen. Aber auch Greta kann dank der Hilfe von Finn ein Problem überwinden.                                          |
| 225   | Ich will tanzen!                     | Nele will Samet gestehen, dass ihr Attest gefälscht ist. Doch dieser kommt ihr zuvor und wirft sie aus der Tanzklasse. Jetzt muss Nele ihm beweisen, dass sie wirklich tanzen will.                                                                              |
| 226   | Anwältin der Liebe                   | Greta möchte Rocco ihre Liebe während einer Theateraufführung gestehen. Doch Larissa macht ihr die Rolle streitig. |
| 227   | Das Liebesgeständnis                 | Greta bereitet ihr Liebesgeständnis an Rocco vor. Der allerdings merkt, dass es immer Ärger gibt, wenn er und Greta aufeinandertreffen. |
| 228   | Die Double-Challenge                 | Der Direx ist wegen einer Schulüberprüfung sehr nervös. Als die Schüler ihn damit aufziehen, dreht er den Spieß um. |
| 229   | Liebeschaos (1)                      | Lotte glaubt, dass Mads in Emily verliebt ist. Also versucht sie, die beiden zu verkuppeln. |
| 230   | Liebeschaos (2)                      | Emily denkt irrtümlich, dass Mads in sie verliebt ist – und versucht mit allen Mitteln, ihn zu entlieben. |
| 231   | Milans Geheimnis                     | Milan hat ein Geheimnis und belügt deshalb seinen Freund Rocco. Als das auffliegt, ist er sauer. |
| 232   | Alles wieder auf Null                | Emily will Mads mit Lotte verkuppeln. Dazu möchte sie Lotte eifersüchtig machen. |
| 233   | Ausgetrickst!                        | Sam erwischt die Lehrer beim heimlichen Training für den nächsten „Schüler gegen Lehrer“-Wettkampf. Verärgert über dieses unfaire Verhalten klaut er die Anleitung der Spiele und trainiert sein Team ebenfalls. Doch der Direx will ihn damit sabotieren.       |
| 234   | Schüler gegen Lehrer (6)             | Die „Schüler gegen Lehrer“-Tradition wird fortgeführt und die Schüler geben ihr Bestes, um zu gewinnen. |
| 235   | Dreamland                            | Rocco kann durch einen Sturz hören, was alle anderen denken. Und als er mitkriegt, was Greta wirklich über ihn denkt, ändert sich für ihn alles. |
| 236   | Das GMM-Musical                      | Die Kids wollen dem Direx helfen, die Günter Meyer-Mühlenbach-Medaille zu erringen – doch ihr Plan geht schief. |
| 237   | Der Treuetest                        | Emily hat die Vermutung, dass Richard Lotte hintergeht und mit anderen Mädchen flirtet. Gemeinsam mit Mads beschließt sie, seine Treue zu testen. |
| 238   | Ausgeschnittene Herzen               | Rocco ist sich jetzt sicher, dass er mit Greta zusammenkommen will. Er muss es ihr nur noch sagen. |
| 239   | Unsichtbar                           | Emily nervt ihre Freunde mit ihren Clips und Votings für ihren Online-Blog. Sie lässt auch voten, wer mit wem zusammenkommen soll. |
| 240   | Die schwere Entscheidung             | Ein Vortanzen steht an und der Gewinner darf in einem Musikvideo mitspielen. Nele will nicht mitmachen, sie hat etwas Wichtiges vor. |
| 241   | Lügen und Geheimnisse                | Mads macht eine Entdeckung, die ihn umhaut. Richard hat ein Geheimnis, von dem Lotte nichts weiß. Aber er ist sich unsicher, ob sie ihm glauben wird. |
| 242   | Das Mathe-Meyer-Pimping              | Dem Mathelehrer Meyer scheint alles egal zu sein. Er hat Liebeskummer wegen Thao. Nele hat Mitleid ihm und sie beschließen, ihm Date-Nachhilfe zu geben. |
| 243   | Bittere Tränen                       | Lotte bricht das Herz, als sie erfährt, dass Richard mit anderen Mädchen ausgeht. Larissa plant eine fiese Aktion gegen Nele. Und Emily hat große Neuigkeiten über eine Schulband.                                                                               |
| 244   | Einer für alle, alle für einen!      | Nele hat sich verletzt und kann nicht bei der Abschlussprüfung tanzen. Samet glaubt es ihr wegen ihrer letzten Lüge nicht und wirft sie endgültig aus der Tanzklasse. Ihre Freunde wollen das verhindern.                                                        |
| 245   | Das große Finale                     | Die Abschlussprüfungen des Schuljahres stehen an, doch die verlaufen anders als geplant. |
| 246   | Der Weihnachts-Song                  | Die Schüler sind begeistert, als der Direx ankündigt, dass ein Schüler beim Weihnachtskonzert gemeinsam mit Fargo singen darf. Als Emily einen von Rocco weggeworfenen Song nutzt und damir gewinnt, kommt es zum Streit zwischen den beiden.                    |
| 247   | Das Geschenke-Chaos                  | Der Streit mit Emily verdirbt Rocco die Weihnachtsstimmung. Und Rubys Versuch, das perfekte Geschenk zu bekommen, stürzt alles ins Chaos. |
| 248   | Das Weihnachtskonzert                | Die Schüler versuchen hilflos, die Geschenke wieder richtig zuzuordnen. Beim Weihnachtskonzert steht Emilys großer Auftritt an, aber der nimmt eine weihnachtliche Wendung.                                                                                      |

## Staffel 5
Im Juni 2020 folgte die Bekanntgabe einer fünften Staffel. Diese wurde im Juli gedreht und ab 4. Oktober 2020 ausgestrahlt.
| Folge | Name                                | Beschreibung |
| ----- | ----------------------------------- | --- |
| 249   | Das beste Schuljahr ever            | Neues Schuljahr an der BSA – und die Wiedersehensfreude ist groß. Emily freut sich vor allem über einen der neuen Schüler, während Mads einsehen muss, dass Lotte ihn noch immer nur als Freund betrachtet. Pepe und Lasse kommen neu an die Schule.                            |
| 250   | Der heimliche Hund                  | Pepe und Sam müssen für den Mathelehrer Meyer eine schwierige Schauspielübung machen. Pepes Hund Sparky taucht plötzlich auf. |
| 251   | Freundschaft oder Liebe             | Als Lotte erfährt, dass Mads in sie verliebt ist, will sie herausfinden, ob mehr zwischen ihnen sein könnte als nur Freundschaft. Doch sie will nur befreundet sein. |
| 252   | DSDSD                               | Um den antriebslosen Direx aufzuheitern, wird er bei „Deutschland sucht den Super-Direx“ angemeldet. Er ist begeistert und beschließt, die Schule rundum zu erneuern. Dazu gehört ein „Digitalkonzept“ und Sporteinheiten.                                                      |
| 253   | Salzstreuer des Grauens             | In der Cafeteria taucht ein Salzstreuer auf, der offensichtlich allen Unglück bringt, die ihn anfassen. Milan glaubt nicht daran und fordert sein es heraus. |
| 254   | Lala-Lasse                          | Es ist wieder Lala-Tag. Emily versucht währenddessen, Lasse zu einem Date zu bewegen. Doch dieser versteht ihre Andeutungen nicht. Als Emily bemerkt, dass auch noch andere Mädchen auf ihn stehen, behauptet sie, mit ihm zusammen zu sein.                                    |
| 255   | Dein Ernst, Mama                    | Die neue Schauspiellehrerin wird vorgestellt. Es ist Sams Mutter Monica. Von nun an wird er von ihr bemuttert. Als sie auch noch versucht, ihn mit Zoe zu verkuppeln, reicht es ihm.                                                                                            |
| 256   | Wall of Pranks                      | Tim ist zurück und fordert Sam auf: Wer ist der größte Prankster der BSA? |
| 257   | Der lässige Lasse                   | Lasse veranstaltet eine geheime Geburtstagsparty. Emily lädt sich selbst dazu ein und bringt alle in Gefahr, aufzufliegen. |
| 258   | Sparky, der Dieb                    | Sparky ist in Gefahr, von dem Hausmeister und Larissa entdeckt zu werden. |
| 259   | Beste Freunde                       | Zoe ist sauer. Obwohl sie allen immer beim Lernen hilft, machen die anderen nichts mit ihr in der Freizeit. Als Greta das mitbekommt, überlegt sie sich einen Plan. |
| 260   | Der falsche Hase                    | In der Schule taucht ein weiterer Hase auf. Die Schüler machen sich auf die Suche. |
| 261   | Die Tanzkatastrophe                 | Emily will unbedingt mit Lasse zusammenkommen. Und dafür fängt sie mit den Tanzen an. |
| 262   | Halloween                           | Als Sparky sich durch lautes Jaulen bemerkbar macht, tun die Schüler so, als würde es an der Schule spuken. Da Herr Meyer aber nicht an Geister glaubt, beschließen sie, ihn mit Hilfe von Sparky und einem Gruselprank vom Gegenteil zu überzeugen.                            |
| 263   | Zoes Song                           | Zoe soll für Sasha einen Song über ein emotionales Thema schreiben, das sie beschäftigt. Sie wird Opfer einer Mobbing-Attacke und entscheidet sich deswegen, darüber zu schreiben.                                                                                              |
| 264   | Vampire im Morgengrauen             | Nele und Lotte sind große Fans des Musicals „Vampire im Morgengrauen“ und sie erhalten die Chance, mit dem Ensemble auf Tour zu gehen. Dafür müssten sie allerdings ihre Prüfungen vorverlegen. Sie nehmen das Angebot schließlich an und verlassen die Schule für das Musical. |
| 265   | Die Schulspeisen- prüfung           | Zoe rebelliert gegen das Essen in der Cafeteria und riskiert dadurch, dass Ronja gefeuert wird und der Direx nicht Gewinner von DSDSD wird. |
| 266   | Freundschaft reunited               | Rocco und Milan konkurrieren um einen Platz in Nikeata Thompsons Crew. |
| 267   | Emily Picasso                       | Um Punkte für DSDSD zu sammeln, verkündet der Direx einen Mal-Wettbewerb. Das beste Bild soll auf ein Schul-T-Shirt gedruckt werden. Für Emily die perfekte Gelegenheit, Lasse näher zu kommen.                                                                                 |
| 268   | Sparky sucht den Super Song         | Mads und Zoe sollen ein Duett zusammen singen. Doch sie können sich nicht auf einen Song einigen und zerstreiten sich. Erst als Sparky als Schiedsrichter fungiert, kommt etwas tolles Neues dabei heraus.                                                                      |
| 269   | Mit vollem Einsatz                  | Als ein Basketball-Team ein Vortanzen ankündigt, ist Greta sofort Feuer und Flamme. Aber auch Larissa will das Vortanzen um den Act in der Halbzeitpause gewinnen und sabotiert Greta.                                                                                          |
| 270   | Die Mathe-Hypnose                   | Damit Mads im Matheunterricht vor der Klasse eine schwierige Aufgabe lösen kann, lässt er sich von Milan hypnotisieren. |
| 271   | Schüler gegen Lehrer gegen Allstars | Ruby, Toni, Azra und Jannik überraschen die Schule bei „Schüler gegen Lehrer“ und nehmen teil. |
| 272   | Finger weg von meinem Handy         | Als Greta ständig auf ihrem Handy tippt, wird Rocco misstrauisch und sieht heimlich in ihrem Handy nach. Zwar stellt sich sein Misstrauen als unbegründet heraus, doch Greta ist sauer.                                                                                         |
| 273   | Pinguine in der Schulkantine        | Als sich eine wichtige Musikproduzentin an der BSA ankündigt, will Emily endlich ihre eigene Band gründen und ihr vorspielen. Leider geht das gründlich schief und so muss Emily es schließlich als One-Woman-Band probieren.                                                   |
| 274   | Der Rattenfänger von Berlin         | Weil Sparky Monicas Handtasche zerbissen hat, behaupten die Kids, dass es Ratten an der BSA gibt. Die Panik ist groß und nur mithilfe eines falschen Rattenfängers können sie die Lehrer davon überzeugen, dass das Problem gelöst ist.                                         |
| 275   | Unprankable Ronja                   | Sam will die Köchin Ronja pranken und Pepe hilft ihm dabei. Doch wie durch Zauberei entgeht Ronja jedem Streich. Sam und Pepe erfinden einen Prank nach dem anderen, doch Ronja ist einfach unprankable.                                                                        |
| 276   | Die Schulinspektion                 | Der Direx wartet gespannt auf den Kontrollbesuch der DSDSDJury. Doch plötzlich ist in der gesamten Schule Müll verteilt. Ist sein Titel jetzt in Gefahr? |
| 277   | Das Jungs-Video                     | Rocco will ein Rap-Video samt Choreo machen. Er will aber, dass in dem Video nur Jungs mitmachen. |
| 278   | Milan in Panik                      | Milan soll schauspielern. Aber sobald er vor Publikum steht, hat er einen Blackout und kriegt kein Wort mehr raus. Seine Freunde wollen ihm helfen. |
| 279   | Sparky, der Doppelagent             | Sparky ist immer wieder wie vom Erdboden verschluckt. Die Schüler machen sich auf die Suche und kommen einem Geheimnis auf die Spur. |
| 280   | Emily mal anders                    | Emily stößt sich den Kopf und denkt von dem Moment an, dass sie wahnsinnig gut tanzen kann. Das stimmt jedoch nicht. |
| 281   | Ehrenschüler Sparky                 | Sparky löst beim Mathelehrer Meyer eine Allergie aus und soll nun von der Schule verwiesen werden. Ein Plan muss her. |
| 282   | Das große Finale (1)                | Es wird an einer Performance für den DSDSD gearbeitet. |
| 283   | Das große Finale (2)                | Emily will nun endlich mit Lasse zusammen sein. Direktor Frey stellt seine Performance für DSDSD vor. |

## Staffel 6
2022 wurde eine sechste Staffel produziert. Diese besteht aus 13 Episoden und wurde im FEZ im Waldgebiet Wuhlheide gedreht. Am 8. Dezember 2022 hatte sie ihre Premiere auf Paramount+.
| Folge | Name                      | Beschreibung |
| 284   | Beginners                 | Die Clique feiert den Umzug in die neue BSA und alle haben hohe Ziele: Emily will neben dem Singen eine Influencer-Karriere starten, Milan seine Traumfrau finden und Mads ist vernarrt in das Spiel Barbarians. Außerdem stoßen die neuen Schüler Luna (Sängerin) und Roccos Halbbruder Lenny dazu. Er ist ein Wort- aber kein Tanzgenie. Rocco will Lenny vor einer Blamage bewahren und überredet Greta zu einem fiesen Online-Comment. Greta bereut den Diss und meldet sich als Freiwillige für eine Zirkusshow. Gemeinsam mit Lenny soll sie einen Zaubertrick einüben. Dann entdeckt Sparky Greta und Lenny kuschelnd auf dem Sofa. |
| 285   | Yummy                     | Rocco ist erleichtert, dass Greta und Lenny nur einen Entfesselungstrick auf dem Sofa geübt haben. Sam studiert einen Würstchen-Boogie für eine potenzielle Bockwurst-Kooperation ein. Emily bietet ihre Hilfe an und die Aktion endet mit einem Prank an Sam. Der schwört Rache. Milan ist in die neue Gesangslehrerin verknallt, flüchtet aber beim ersten Vorsingen. Greta ist von Roccos Liebeslied berührt – doch Lenny hat den Text geschrieben. Ihm wird klar, dass er Gefühle für Greta hat. |
| 286   | Manege frei!              | Für den Schauspielunterricht sollen sich die Schüler mit ihren größten Ängsten konfrontieren. Emily verbringt die Nacht mit Neu-Cliquen-Mitglied Luna im Wald, wo die beiden einen tiefen Freundschaftsmoment erleben. Mads besiegt im Mathe-Raum seine Angst vor Mathe-Meyer und Milan traut sich wieder in den Gesangsunterricht. Greta bricht mit Rocco in das leerstehende Schwimmbad ein, wo sie einen romantischen Abend verbringen. Lenny leidet still. Dann erkennt Greta, dass Lenny die Texte für Rocco schreibt. Wütend stellt sie Lenny zur Rede. Er beichtet ihr seine Gefühle und die beiden küssen sich. |
| 287   | Mission Impossible        | Keiner soll je von Gretas Kuss mit Lenny erfahren. Doch sie wurden von einer versteckten Anti-Prank-Kamera gefilmt. Lenny und Greta versuchen, die Aufnahme zu löschen, bevor Sam oder Rocco sie in die Finger bekommt. Sam ist sauer auf Emily: Er hat den Zaubertrick gefilmt, das Video geht viral, aber Emily will den Ruhm nicht teilen. Sam muss seine Urheberschaft beweisen. Larissa kommt unterdessen mit einem Trick in die Beginner-Tanzklasse und kann dadurch an einem Vortanzen teilnehmen. Der Direx ist derweil in Erklärungsnot – braucht die Schule etwa Geld? |
| 288   | Alles Lüge                | Greta will Emily vom Kuss mit Lenny erzählen, um aus dem Magic Act aussteigen zu können, doch Emily erfindet eine Ausrede. Um ihr Gewissen zu beruhigen, plant Greta einen romantischen Kinoabend für Rocco – mit Lennys Hilfe. Doch Rocco vergisst die Zeit. Lenny tröstet Greta. Derweil ist Sam Emily auf der Spur und deren Lüge fliegt auf. Die anderen verzeihen Emily, schließlich lügen gerade alle. Dann erfährt Greta, dass Lenny aus dem Magic Act aussteigen will. Das kann sie nicht zulassen. |
| 289   | Der Beste Freund der Welt | Rocco will sich bei Greta wegen des verpatzten Kinodates entschuldigen. Doch Greta ist sich ihrer Gefühle unsicherer denn je. Mit Lenny scheint alles mehr Spaß zu machen. Greta will ihr Gefühlschaos mit Emily besprechen, die ist jedoch sehr beschäftigt: Sie und Luna haben die Chance auf einen Plattendeal! Greta überlegt, mit Rocco Schluss zu machen. Beim Tanztraining mit Rocco wird sie von ihren Gefühlen übermannt und ihre Zweifel schwinden. Greta weiß jetzt, was sie tun muss. |
| 290   | Eiszeit                   | Zwischen Rocco und Greta herrscht Eiszeit. Lotte stellt spontan die Tanzpaare für ein Musikvideo-Casting neu auf: Larissa und Rocco vs. Lenny und Greta. Emily fühlt sich mies, weil sie eine schlechte beste Freundin war. Dann hört sie auch noch im Studio, wie HE/RO über sie urteilen. Sie beschließt, nur noch ihre Influencer-Karriere und den Magic Act zu verfolgen. Lenny und sein Bruder versöhnen sich derweil. Als Larissa sich beim Vortanzen verletzt, gibt Lenny seinen Tanzplatz an Rocco ab. Damit sind Greta und Rocco wieder als Paar vereint und gewinnen das Casting. |
| 291   | Ziemlich beste Freunde    | Emily schmeißt bei Ruby hin, Milan ersetzt sie. „Miluna“ harmonieren perfekt und bereiten ihr erstes Bandprojekt vor. Greta steigt beim Magic Act aus. Da der Act mit Lenny allein nicht funktioniert, springt Emily als seine Partnerin ein. Larissa muss nach ihrem Tanzunfall einige Wochen im Rollstuhl sitzen. Rocco gibt sich eine Mitschuld und verbringt Zeit mit ihr, dabei lernt er Larissas verletzliche Seite kennen, was Greta eifersüchtig beobachtet. |
| 292   | Gretas Fail               | Larissa wird in die Clique aufgenommen und soll Greta auch beim Magic Act ersetzen. Doch Greta ist überzeugt: Larissa hat sich kein bisschen verändert und macht allen etwas vor. Als Lunas Mondkette verschwindet, ist Greta sicher, dass Larissa dahintersteckt. Sie findet die Kette in Larissas Tasche und stellt sie vor der gesamten Clique als Diebin bloß – doch Larissa wollte die kaputte Kette nur reparieren. Greta entschuldigt sich bei Larissa und die beiden versöhnen sich. Auch Emily fühlt sich gedemütigt – und zwar von Sam. Lennys Schreibkünste sind unterdessen wieder gefragt: Er soll in Milans Namen einen Liebesbrief für Mina verfassen. Dabei denkt Lenny wieder nur an Greta. Ihm wird klar, dass er ihr seine Gefühle gestehen muss. |
| 293   | Die große Katastrophe     | Die große Eröffnungsshow der GMM-Bühne steht bevor: Der Direx will den Scheck des GMM-Institutes entgegennehmen, um die BSA finanziell zu sanieren. Rocco und Greta wollen die Rektorin der Royal Assenov Academy überzeugen. Emily will die Show nutzen, um Sam den Schneckenprank heimzuzahlen, Lenny will Greta eine Liebeserklärung machen und Mads endlich die Barbarians besiegen. Während des Eröffnungssongs erkennt Milan, dass Mina ihr Herz schon vergeben hat. Doch dafür hat er eine neue Liebe gefunden: Das Singen. Dann läuft der perfekte Abend aus dem Ruder. |
| 294   | Rettet die BSA            | Die Royal Assenov Academy wird die BSA übernehmen und nur die besten Tänzer aufnehmen. Die Clique macht sich gegenseitig Vorwürfe für das Desaster, bis sich Greta auf das Schulmotto besinnt: Einer für alle! Sie beschließt für die BSA zu kämpfen und zettelt einen Streik an. Beeindruckt vom Zusammenhalt der Schüler finden RAA und BSA einen Ausweg: Eine Kombination der beiden Schulen, aber dafür müssen sich alle Schüler beweisen! |
| 295   | Wozu hat man eine BFF?    | Greta redet sich ein, mit Lennys Schulabgang klarzukommen, doch Emily weiß es besser: Greta liebt Lenny. Mit Hilfe von Fargo lotst Emily Lenny an die BSA und organisiert einen Magic Act: Lenny und Greta gestehen sich ihre Gefühle und werden ein Paar. Unterdessen wird Mads aus den Fängen der Spielekonsole befreit und Mina findet einen Weg, dem Direx finanziell zu helfen. |
| 296   | Einer für alle            | Die letzte Chance: Die BSA Schüler müssen vor der RAA Rektorin und deren Schülern bestehen. Wenn sie scheitern, ist es vorbei mit der BSA. Doch Rocco ist verschwunden, die Clique sucht ihn verzweifelt. Als Greta ihn mit Sparkys Hilfe aufspürt, stellt er sie vor die Wahl: Ihre Freundschaft, oder die Beziehung mit Lenny. Greta kann nicht wählen und schließlich schafft es Lenny, Rocco ins Gewissen zu reden. Die Brüder versöhnen sich, stellen dann aber fest, dass sie in der Turnhalle eingeschlossen wurden – und die Show beginnt! Um Zeit zu schinden, organisiert Emily spontan He/Ro für einen Auftritt und Sam beeindruckt mit seinem Meisterprank. Greta kann die Jungs befreien und die Show beginnt.                                          |